# Thetidos
Thetidos é um gênero de gastrópodes da família Raphitomidae.

## Espécies
- †Thetidos fossilis Lozouet, 2017
- Thetidos globulosa (Hervier, 1896)
- Thetidos madecassina Bozzetti, 2020
- Thetidos minutissima Fedosov & Stahlschmidt, 2014
- Thetidos morsura Hedley, 1899
- Thetidos pallida Fedosov & Stahlschmidt, 2014
- Thetidos puillandrei Fedosov & Stahlschmidt, 2014
- Thetidos tridentata Fedosov & Puillandre, 2012